# Ferruccio Funghi
Ferruccio Funghi detto Porcino (Manciano, 28 ottobre 1901 – Casatenovo, 10 novembre 1973) è stato un fantino italiano.
Ha corso il Palio di Siena in trentuno occasioni tra il 1923 ed il 1945. Ha vinto una volta: il 2 luglio 1929 per il Leocorno, dopo aver condotto gara di testa sin dall'inizio, montando Giacca.

## Presenze al Palio di Siena
Le vittorie sono evidenziate ed indicate in neretto.
| Palio             | Contrada     | Cavallo                    |
| ----------------- | ------------ | -------------------------- |
| 2 luglio 1923     | Chiocciola   | Baio di E. Furi            |
| 16 agosto 1923    | Pantera      | Sauro di F. Rosi           |
| 2 luglio 1924     | Valdimontone | Baio di A. Pacciani        |
| 2 luglio 1925     | Bruco        | Baio di M. Busisi (scosso) |
| 16 agosto 1925    | Bruco        | Sauro di L. Franci         |
| 2 luglio 1926     | Tartuca      | Margiacchina               |
| 16 agosto 1926    | Tartuca      | Fiorello                   |
| 2 luglio 1927     | Nicchio      | Baio di A. Paghi           |
| 16 agosto 1927    | Onda         | Baio di M. Vannini         |
| 2 luglio 1928     | Tartuca      | Baio di E. Tiezzi          |
| 16 agosto 1928    | Tartuca      | Lina                       |
| 14 settembre 1928 | Giraffa      | Gina                       |
| 2 luglio 1929     | Leocorno     | Giacca                     |
| 16 agosto 1929    | Leocorno     | Baio di A. Sammicheli      |
| 3 luglio 1930     | Tartuca      | Girardengo II              |
| 16 agosto 1931    | Onda         | Proserpina                 |
| 2 luglio 1933     | Selva        | Lina                       |
| 16 agosto 1933    | Selva        | Tordina                    |
| 2 luglio 1934     | Chiocciola   | Beppina                    |
| 16 agosto 1934    | Chiocciola   | Tordina                    |
| 2 luglio 1935     | Giraffa      | Gino                       |
| 16 agosto 1935    | Giraffa      | Folco                      |
| 16 agosto 1936    | Bruco        | Caterina                   |
| 2 luglio 1937     | Drago        | Caterina                   |
| 16 agosto 1937    | Bruco        | Caterina                   |
| 2 luglio 1938     | Oca          | Giacchino                  |
| 16 agosto 1938    | Aquila       | Caterina                   |
| 2 luglio 1939     | Giraffa      | Irto                       |
| 2 luglio 1945     | Chiocciola   | Fonte Bianca               |
| 16 agosto 1945    | Valdimontone | Bozzetto                   |
| 20 agosto 1945    | Valdimontone | Lampo                      |